# Oophytum
Oophytum là chi thực vật có hoa trong họ Aizoaceae.